# Politica del Cile

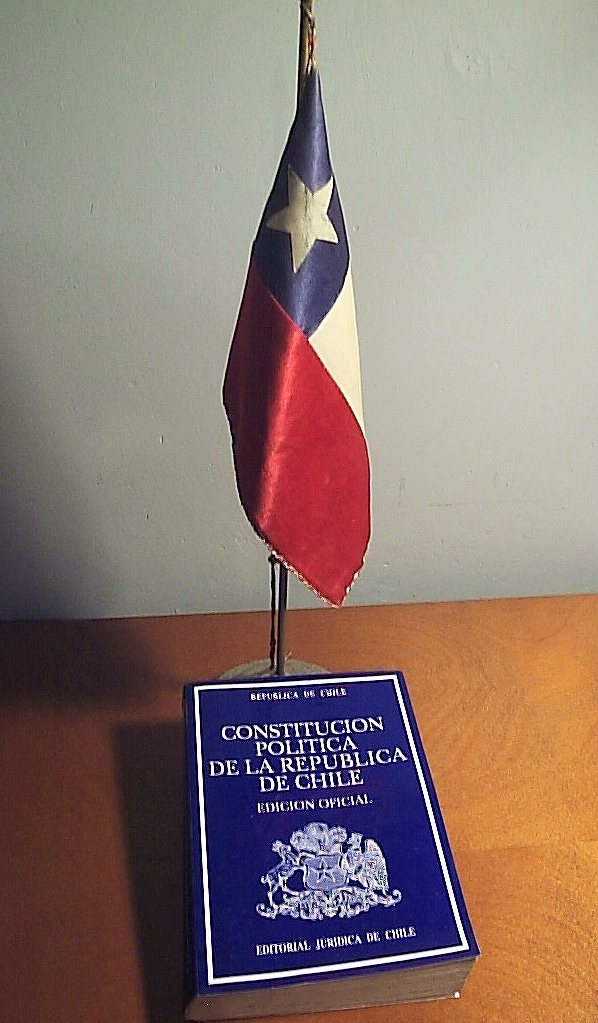
Bandiera e la Costituzione

Questa voce descrive il sistema politico del Cile. La Repubblica del Cile è uno Stato unitario democratico e di carattere presidenzialista, costituito da diverse istituzioni autonome che si inseriscono in uno schema costituzionale che determina le funzioni e le competenze degli organi che compongono lo Stato Cileno secondo il principio della separazione dei poteri.

## La costituzione
L'attuale costituzione è stata predisposta dal regime militare di Augusto Pinochet ed è stata approvata da un referendum l'11 settembre 1980, sostituendo la carta del 1925.
L'impianto fu del docente di diritto costituzionale all'Università de Chile, Jaime Guzmán che previde il sistema della "democrazia protetta". Nelle norme transitorie vi era il ritorno alle elezioni o la riconferma di Pinochet alla presidenza, che sarebbe stato deciso con un plebiscito nel 1988, che in ogni caso avrebbe mantenuto la carica di comandante in capo delle Forze armate del Cile democratico.
È entrata in vigore nel marzo 1981. Ha subito diverse riforme costituzionali, sottoposte a referendum, tra le quali una semplificazione del meccanismo di modifica.
Nel 2005, sono state approvate diverse modifiche, che ha eliminato alcune delle rimanenti parti non democratiche del testo, come ad esempio l'esistenza di senatori non eletti (senatori di nomina, o senatori a vita) e l'impossibilità per il presidente della Repubblica di rimuovere il Comandante in Capo delle Forze armate cilene. Tuttavia, le misure anti-terrorismo previste nel testo del 1980 sono rimaste in vigore.

## Potere esecutivo

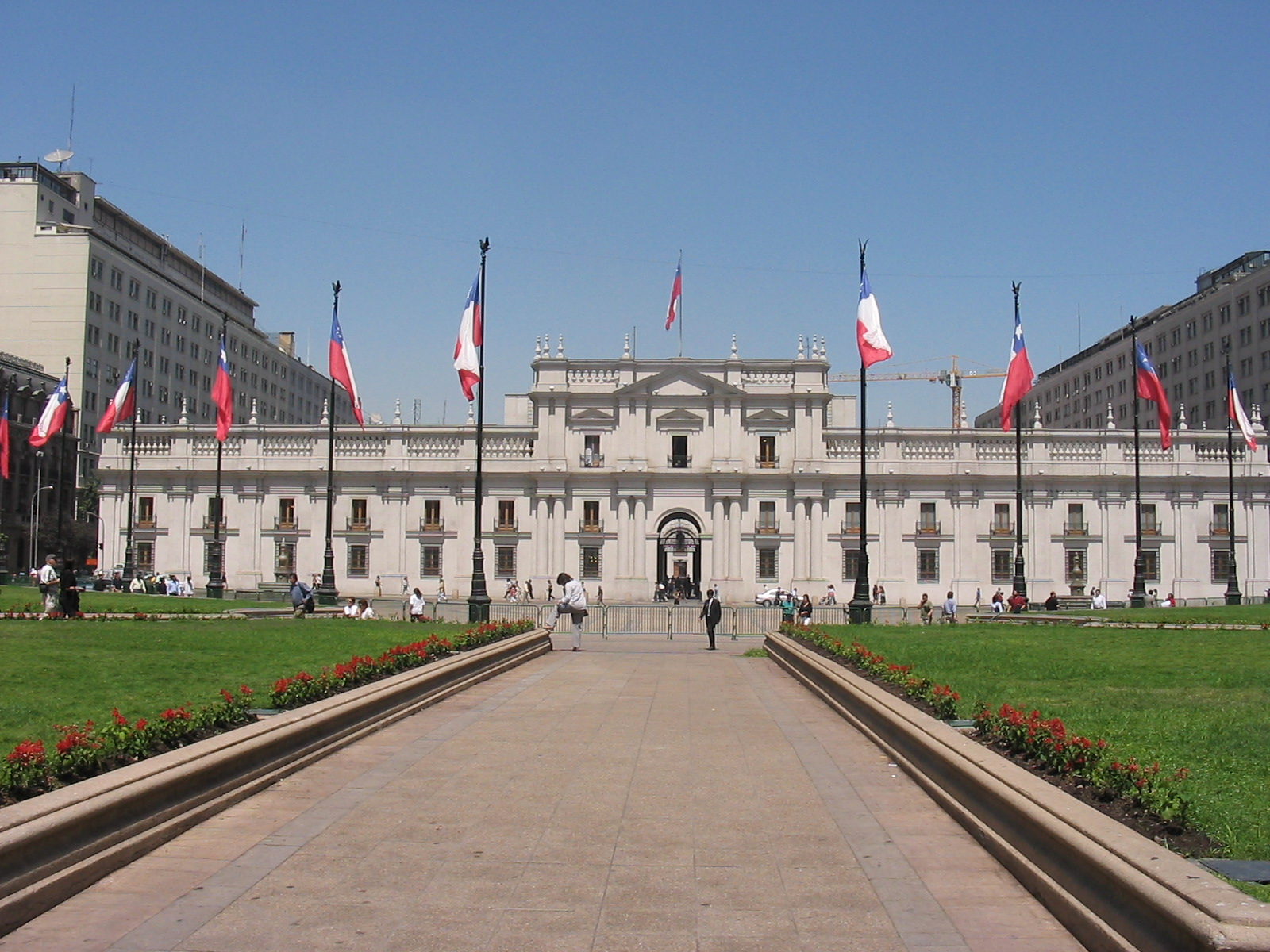
Palacio de La Moneda a Santiago, sede del Potere esecutivo

Il potere esecutivo, formato da governo ed amministrazione pubblica è attribuito al Presidente della Repubblica che è anche capo del governo.
Il presidente designa i ministri di stato del Cile e gli intendenti, ossia i governatori delle Regioni del Cile. I dirigenti delle Province del Cile sono sempre nominati dal Presidente in carica. In caso di guerra è il comandante supremo delle forze armate.
È eletto ogni 4 anni e non è subito ricandidabile. Precedentemente alla costituzione del 1980 era eletto per 6 anni e a turno unico. Se non raggiungeva la maggioranza assoluta era rimesso alla ratifica dell'Assemblea nazionale. Oggi vi è il ballottaggio tra i due candidati più votati.
I sindaci dei comuni invece sono eletti direttamente dall'elettorato assieme ai consiglieri municipali che hanno il compito di guidare l'amministrazione comunale.

## Potere legislativo

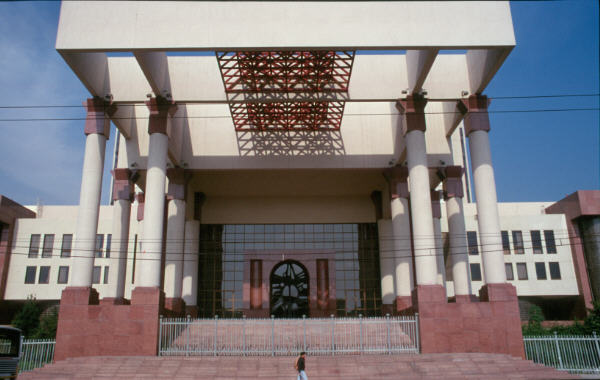
Edificio del Congresso Nazionale, a Valparaíso

Il Potere legislativo è attribuito sia al presidente della Repubblica, per i decreti presidenziali del governo, e al Congresso Nazionale di carattere bicamerale per l'approvazione delle leggi. Il Congresso è costituito da:
- Senato, composto da 38 membri eletti per votazione popolare ed in carica per 8 anni con possibilità di rielezione nella propria circoscrizione, in ognuna delle quali di eleggono due senatori. Ogni 4 anni si rinnova la metà dei seggi in occasione delle elezioni parlamentari.
- Camera dei Deputati, composta da 120 membri eletti tramite votazione popolare per un periodo di 4 anni e con possibilità di rielezione immediata nelle rispettive circoscrizioni in occasione delle elezioni parlamentari dove si eleggono la totalità dei membri della Camera.

Per le elezioni del Parlamento è previsto il sistema binominale che permette alle maggiori coalizioni (la Concertación (centrosinistra) e l'Alianza por Chile (destra) di ottenere la quasi totalità dei seggi a disposizione mentre alle altre forze politiche rimangono pochi seggi.

## Potere giudiziario

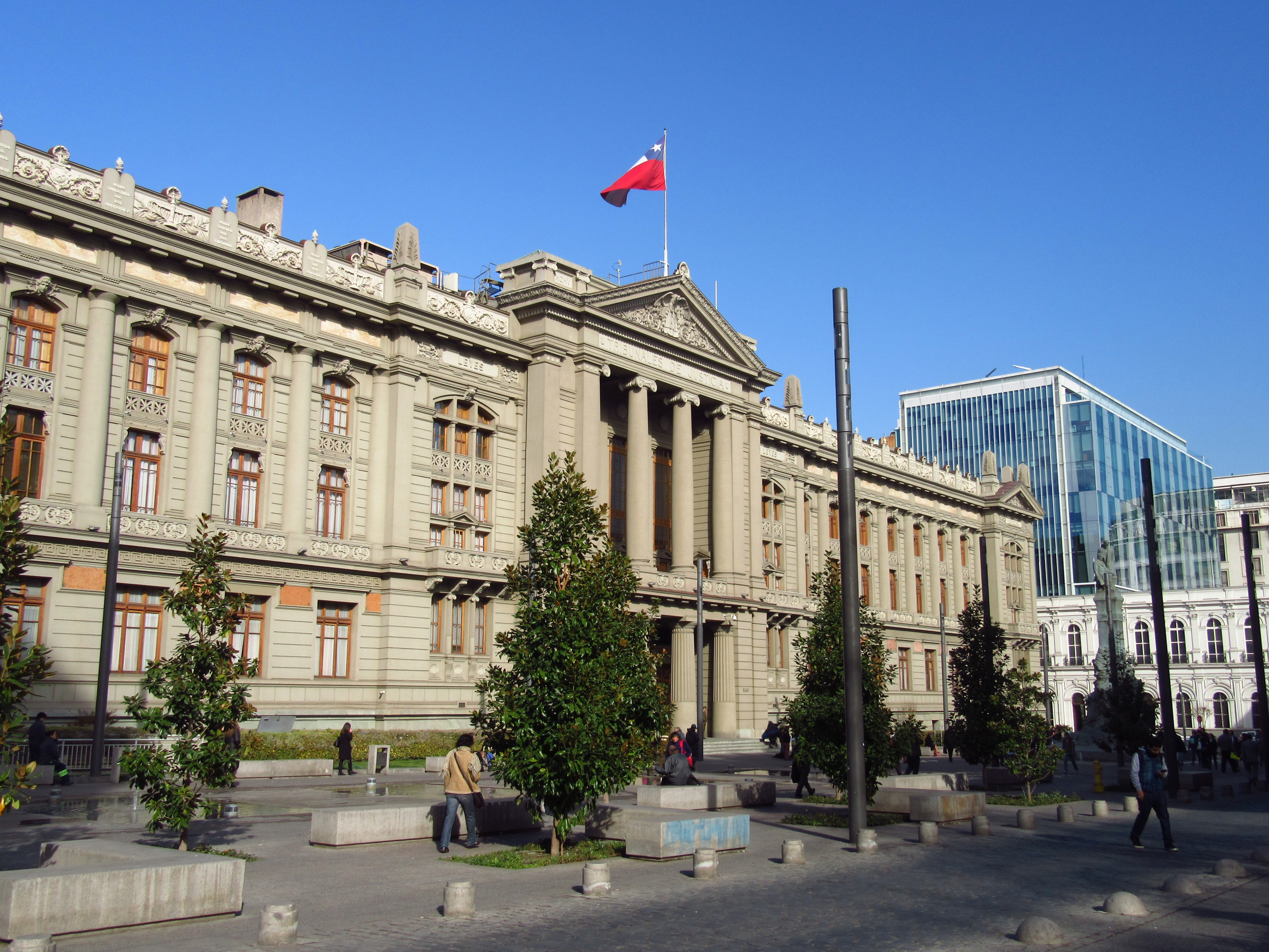
Corte Suprema

Il Potere giudiziario è costituito dai tribunali autonomi ed indipendenti e la Corte Suprema rappresenta l'istituzione più importante e di riferimento per tale potere. Esiste anche il Pubblico ministero autonomo e gerarchizzato.
Il "Tribunale Costituzionale" è un'istituzione autonoma ed indipendente ed ha il compito di verificare la costituzionalità delle leggi approvate dal Parlamento e dai decreti approvati dal governo.
Il "Tribunale Supremo Elettorale", con sezioni regionali, ha il compito di verificare la regolarità delle elezioni che si svolgono, sia a livello nazionale che locale.

## LaContralorìa
La "Contraloría General de la República" (come la Corte dei Conti italiana) ha il compito di verificare la legalità dei conti pubblici, della gestione finanziaria e degli atti compiuti dalla Pubblica Amministrazione, comprese le attività dei fondi pubblici. È guidata dal Contralor general, nominato dal presidente della Repubblica, che dura in carica otto anni.

## Autonomie locali
Dal punto di vista delle divisioni territoriali, il Cile è diviso in regioni, province e comuni. Le Regioni dal 2007 sono 15, ciascuna guidata dall'Intendente regional nominato dal presidente della repubblica, e dal consiglio regionale.
In ogni regione vi è la Secretaría Regional Ministerial, che è un organo decentrato di ciascun ministero.
Le provincie sono 54 e sono guidate da un Gobernador provincial, anch'esso di nomina presidenziale. 
I 346 comuni del Cile sono guidati da un sindaco (Alcalde) e un da un consiglio comunale.

## Partiti politici
Principali partiti politici e risultati elettorali relativi alle elezioni parlamentari della Camera dei deputati (valori in percentuale).
| Partito | Partito                                | 2017  | 2013  | 2009  | 2005  | 2001  | 1997  | 1993  | 1989  |
| ------- | -------------------------------------- | ----- | ----- | ----- | ----- | ----- | ----- | ----- | ----- |
|         | Rinnovamento Nazionale                 | 17,81 | 14,92 | 17,81 | 14,12 | 13,77 | 16,77 | 16,31 | 18,28 |
|         | Unione Democratica Indipendente        | 15,98 | 18,96 | 23,05 | 22,36 | 25,18 | 14,45 | 12,11 | 9,82  |
|         | Partito Democratico Cristiano del Cile | 10,28 | 15,55 | 14,21 | 20,76 | 18,92 | 22,98 | 27,12 | 25,99 |
|         | Partito Socialista del Cile            | 9,76  | 11,12 | 9,88  | 10,05 | 10,00 | 11,05 | 11,93 | -     |
|         | Partito per la Democrazia              | 6,10  | 11,03 | 12,69 | 15,42 | 12,73 | 12,55 | 11,84 | 11,45 |
|         | Partito Comunista del Cile             | 4,59  | 4,11  | 2,02  | 5,14  | 5,22  | 6,88  | 4,99  | -     |
|         | Partito Umanista                       | 4,23  | 3,36  | 1,44  | 1,56  | 1,13  | 2,91  | -     | 0,77  |
|         | Partito Radicale Social Democratico    | 3,61  | 3,63  | 3,80  | 3,54  | 4,05  | 3,13  | -     | -     |

## Distretti elettorali
| Circoscrizione            | Regione                      | Distretto | Comuni |
| ------------------------- | ---------------------------- | --------- | --- |
| I - Tarapacá              | Arica e Parinacota           | 1         | - Arica - Camarones - General Lagos - Putre |
| I - Tarapacá              | Tarapacá                     | 2         | - Alto Hospicio - Camiña - Colchane - Huara - Iquique - Pica - Pozo Almonte                                                                                         |
| II - Antofagasta          | Antofagasta                  | 3         | - Calama - María Elena - Ollagüe - San Pedro de Atacama - Tocopilla                                                                                                 |
| II - Antofagasta          | Antofagasta                  | 4         | - Antofagasta - Mejillones - Sierra Gorda - Taltal |
| III - Atacama             | Atacama                      | 5         | - Chañaral - Copiapó - Diego de Almagro |
| III - Atacama             | Atacama                      | 6         | - Alto del Carmen - Caldera - Huasco - Freirina - Tierra Amarilla - Vallenar                                                                                        |
| IV - Coquimbo             | Coquimbo                     | 7         | - Andacollo - La Higuera - La Serena - Paihuano - Vicuña |
| IV - Coquimbo             | Coquimbo                     | 8         | - Coquimbo - Ovalle - Río Hurtado |
| IV - Coquimbo             | Coquimbo                     | 9         | - Canela - Combarbalá - Illapel - Los Vilos - Monte Patria - Punitaqui - Salamanca                                                                                  |
| V - Valparaíso Cordillera | Valparaíso                   | 10        | - Cabildo - La Calera - Hijuelas - La Cruz - La Ligua - Nogales - Papudo - Petorca - Puchuncaví - Quillota - Quintero - Zapallar                                    |
| V - Valparaíso Cordillera | Valparaíso                   | 11        | - Calle Larga - Catemu - Llaillay - Los Andes - Panquehue - Putaendo - Rinconada - San Esteban - San Felipe - Santa María                                           |
| V - Valparaíso Cordillera | Valparaíso                   | 12        | - Limache - Olmué - Quilpué - Villa Alemana |
| VI - Valparaíso Costa     | Valparaíso                   | 13        | - Isola di Pasqua - Juan Fernández - Valparaíso |
| VI - Valparaíso Costa     | Valparaíso                   | 14        | - Concón - Viña del Mar |
| VI - Valparaíso Costa     | Valparaíso                   | 15        | - Algarrobo - Cartagena - Casablanca - El Quisco - El Tabo - San Antonio - Santo Domingo                                                                            |
| VII - Santiago Poniente   | Santiago                     | 16        | - Colina - Lampa - Quilicura - Pudahuel - Tiltil |
| VII - Santiago Poniente   | Santiago                     | 17        | - Conchalí - Huechuraba - Renca |
| VII - Santiago Poniente   | Santiago                     | 18        | - Cerro Navia - Lo Prado - Quinta Normal |
| VII - Santiago Poniente   | Santiago                     | 19        | - Independencia - Recoleta |
| VII - Santiago Poniente   | Santiago                     | 20        | - Cerrillos - Estación Central - Maipú |
| VII - Santiago Poniente   | Santiago                     | 22        | - Santiago |
| VII - Santiago Poniente   | Santiago                     | 30        | - Buin - Calera de Tango - Paine - San Bernardo |
| VII - Santiago Poniente   | Santiago                     | 31        | - Alhué - Curacaví - El Monte - Isla de Maipo - María Pinto - Melipilla - Padre Hurtado - Peñaflor - San Pedro - Talagante                                          |
| VIII - Santiago Oriente   | Santiago                     | 21        | - Ñuñoa - Providencia |
| VIII - Santiago Oriente   | Santiago                     | 23        | - Las Condes - Lo Barnechea - Vitacura |
| VIII - Santiago Oriente   | Santiago                     | 24        | - La Reina - Peñalolén |
| VIII - Santiago Oriente   | Santiago                     | 25        | - La Granja - Macul - San Joaquín |
| VIII - Santiago Oriente   | Santiago                     | 26        | - La Florida |
| VIII - Santiago Oriente   | Santiago                     | 27        | - El Bosque - La Cisterna - San Ramón |
| VIII - Santiago Oriente   | Santiago                     | 28        | - Lo Espejo - Pedro Aguirre Cerda - San Miguel |
| VIII - Santiago Oriente   | Santiago                     | 29        | - La Pintana - Pirque - Puente Alto - San José de Maipo |
| IX - O'Higgins            | O'Higgins                    | 32        | - Rancagua |
| IX - O'Higgins            | O'Higgins                    | 33        | - Codegua - Coinco - Coltauco - Doñihue - Graneros - Machalí - Malloa - Mostazal - Olivar - Quinta de Tilcoco - Rengo - Requínoa                                    |
| IX - O'Higgins            | O'Higgins                    | 34        | - Chimbarongo - Las Cabras - Peumo - Pichidegua - San Fernando - San Vicente                                                                                        |
| IX - O'Higgins            | O'Higgins                    | 35        | - Chépica - La Estrella - Litueche - Lolol - Marchihue - Nancagua - Navidad - Palmilla - Paredones - Peralillo - Pichilemu - Placilla - Pumanque - Santa Cruz       |
| X - Maule Norte           | Maule                        | 36        | - Curicó - Hualañé - Licantén - Molina - Rauco - Romeral - Sagrada Familia - Teno - Vichuquén                                                                       |
| X - Maule Norte           | Maule                        | 37        | - Talca |
| X - Maule Norte           | Maule                        | 38        | - Constitución - Curepto - Empedrado - Maule - Pelarco - Pencahue - Río Claro - San Clemente - San Rafael                                                           |
| XI - Maule Sur            | Maule                        | 39        | - Colbún - Linares - San Javier - Villa Alegre - Yerbas Buenas |
| XI - Maule Sur            | Maule                        | 40        | - Cauquenes - Chanco - Longaví - Parral - Pelluhue - Retiro |
| XII - Biobío Costa        | Biobío                       | 42        | - Bulnes - Cabrero - Cobquecura - Coelemu - Ñiquén - Portezuelo - Quillón - Quirihue - Ninhue - Ránquil - San Carlos - San Fabián - San Nicolás - Treguaco - Yumbel |
| XII - Biobío Costa        | Biobío                       | 43        | - Hualpén - Talcahuano |
| XII - Biobío Costa        | Biobío                       | 44        | - Chiguayante - Concepción - San Pedro de la Paz |
| XII - Biobío Costa        | Biobío                       | 45        | - Coronel - Florida - Hualqui - Penco - Santa Juana - Tomé |
| XIII - Biobío Cordillera  | Biobío                       | 41        | - Chillán - Chillán Viejo - Coihueco - El Carmen - Pemuco - Pinto - San Ignacio - Yungay                                                                            |
| XIII - Biobío Cordillera  | Biobío                       | 46        | - Arauco - Cañete - Contulmo - Curanilahue - Los Álamos - Lebu - Lota - Tirúa                                                                                       |
| XIII - Biobío Cordillera  | Biobío                       | 47        | - Alto Biobío - Antuco - Laja - Los Ángeles - Mulchén - Nacimiento - Negrete - Quilaco - Quilleco - San Rosendo - Santa Bárbara - Tucapel                           |
| XIV - Araucanía Norte     | Araucanía                    | 48        | - Angol - Collipulli - Ercilla - Los Sauces - Lumaco - Purén - Renaico - Traiguén                                                                                   |
| XIV - Araucanía Norte     | Araucanía                    | 49        | - Curacautín - Galvarino - Lautaro - Lonquimay - Melipeuco - Perquenco - Victoria - Vilcún                                                                          |
| XV - Araucanía Sur        | Araucanía                    | 50        | - Padre Las Casas - Temuco |
| XV - Araucanía Sur        | Araucanía                    | 51        | - Carahue - Cholchol - Freire - Nueva Imperial - Pitrufquén - Saavedra - Teodoro Schmidt                                                                            |
| XV - Araucanía Sur        | Araucanía                    | 52        | - Cunco - Curarrehue - Gorbea - Loncoche - Pucón - Toltén - Villarrica                                                                                              |
| XVI - Los Ríos            | Los Ríos                     | 53        | - Corral - Lanco - Máfil - Mariquina - Valdivia |
| XVI - Los Ríos            | Los Ríos                     | 54        | - Futrono - La Unión - Lago Ranco - Los Lagos - Paillaco - Panguipulli - Río Bueno                                                                                  |
| XVII - Los Lagos          | Los Lagos                    | 55        | - Osorno - San Juan de la Costa - San Pablo |
| XVII - Los Lagos          | Los Lagos                    | 56        | - Fresia - Frutillar - Llanquihue - Los Muermos - Puerto Octay - Puerto Varas - Puyehue - Purranque - Río Negro                                                     |
| XVII - Los Lagos          | Los Lagos                    | 57        | - Calbuco - Cochamó - Maullín - Puerto Montt |
| XVII - Los Lagos          | Los Lagos                    | 58        | - Ancud - Castro - Chaitén - Chonchi - Curaco de Vélez - Dalcahue - Futaleufú - Hualaihué - Palena - Puqueldón - Queilén - Quellón - Quemchi - Quinchao             |
| XVIII - Aysén             | Aysén                        | 59        | - Aysén - Cisnes - Chile Chico - Coyhaique - Cochrane - Guaitecas - Lago Verde - Río Ibáñez - O'Higgins - Tortel                                                    |
| XIX - Magallanes          | Magellano e Antartide Cilena | 60        | - Antártica - Cabo de Hornos - Laguna Blanca - Natales - Porvenir - Primavera - Punta Arenas - Río Verde - San Gregorio - Timaukel - Torres del Paine               |